# Dumlose-Meister

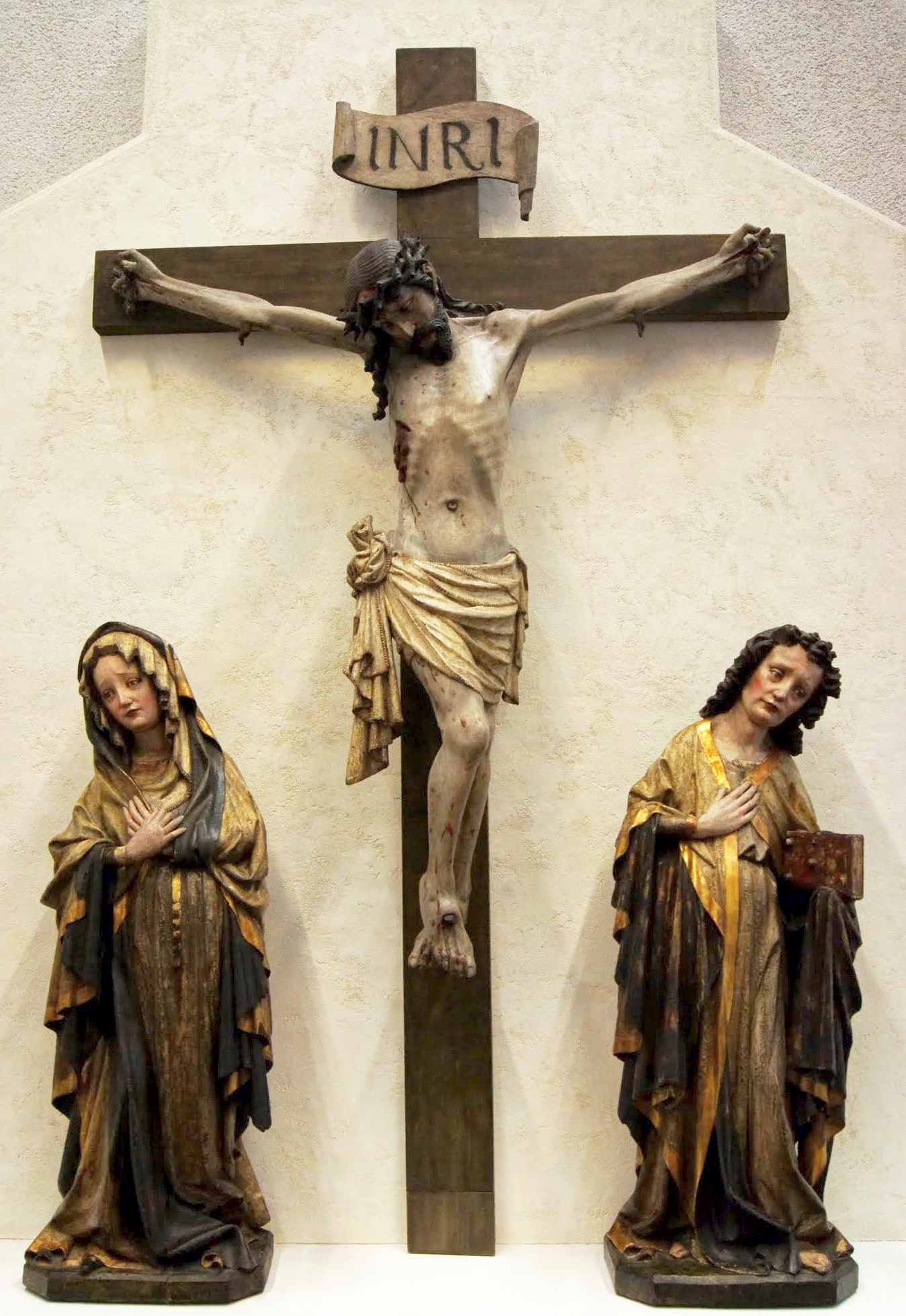
Dumlose-Kreuzigung

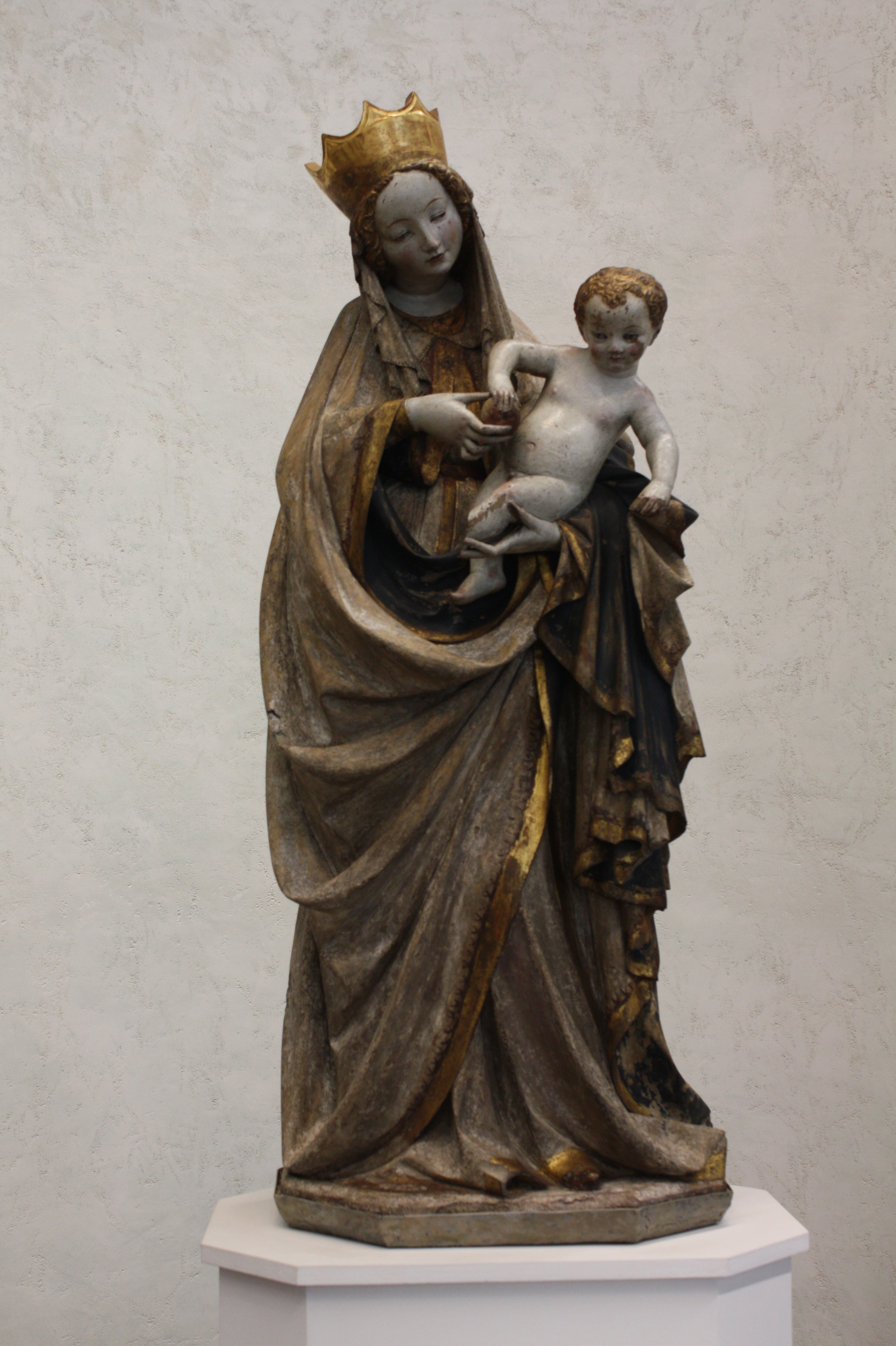
Schöne Madonna aus der Breslauer Elisabethkirche

Der Dumlose-Meister (tschechisch Mistr Týnské kalvárie) war ein im früheren 15. Jahrhundert in Breslau oder Prag tätiger Bildhauer.

## Leben
Der Dumlose-Meister entstammte vermutlich dem Breslauer Bürgergeschlecht der Dumlose. Sein hervorragendes Werk ist die Dumlose-Kreuzigung, die er für die Breslauer St.-Elisabeth-Kirche schuf. Sie wird dem Weichen Stil der Löwenmadonnen zugerechnet und gilt als ein Höhepunkt der schlesischen bzw. böhmischen Plastik der Zeit um 1400. Sie wird mit dem Prager Meister der Teyner Kalvariengruppe in Verbindung gebracht, dessen genaue Wirkungszeit unbekannt ist. Bis zum Übergang Schlesiens an Polen 1945 befand sie sich im Breslauer Museum Schlesischer Alterthümer. Danach gelangte sie an das Nationalmuseum Warschau.